# Memories (canção de Within Temptation)
"Memories" é uma canção da banda holandesa de metal sinfônico, Within Temptation. É o segundo single lançado do álbum The Silent Force.

## Faixas
CD single
1. "Memories"
2. "Aquarius" (versão orquestral)

CD Multi single
1. "Memories"
2. "Destroyed" (versão demo)
3. "Aquarius" (versão orquestral)
4. "A Dangerous Mind (ao vivo no Bataclan de Paris em 2004)"

DualDisc single
CD:
1. "Memories"
2. "Destroyed" (versão demo)
3. "Aquarius" (versão orquestral)
4. "A Dangerous Mind (ao vivo no Bataclan de Paris em 2004)"
5. "Memories" (ao vivo no Bataclan de Paris)

DVD:
1. "A Dangerous Mind" (ao vivo no Bataclan de Paris em 2004)
2. "Memories" (ao vivo no Bataclan de Paris em 2004)
3. Backstage Paris

## Videoclipe

### Sinopse
O vídeo da canção mostra uma Sharon den Adel idosa que volta a sua antiga casa, agora à venda. Quando adentra seu velho lar, ela se transforma em uma mulher jovem novamente e a casa volta a ser como era antes. Ao mesmo tempo em que é vista percorrendo os cômodos e sendo perseguida por memórias do seu antigo amor, também é vista em uma sala tocando com seus companheiros. Jeroen, o baixista, toca um contrabaixo, e e Martijn, o tecladista, toca um piano de cauda. Quando ela deixa a casa, ela volta a ser uma idosa e a casa volta a ser como era antes de receber sua antiga moradora.

## Paradas
| Parada (2005)          | Melhor posição |
| ---------------------- | -------------- |
| Dutch Top 40           | 11             |
| German Singles Chart   | 17             |
| Finnish Singles Chart  | 19             |
| Belgium Singles Chart  | 26             |
| Austrian Singles Chart | 44             |
| Swiss Singles Chart    | 45             |